# Sankt Georgen am Ybbsfelde
Sankt Georgen am Ybbsfelde è un comune austriaco di 2 811 abitanti nel distretto di Amstetten, in Bassa Austria; ha lo status di comune mercato (Marktgemeinde). Nel 1931 venne istituito il comune di Krahof scorporandolo da quello di Sankt Georgen am Ybbsfelde, cui venne riunito nel 1971.